# Il ritorno di Tobia
Il ritorno di Tobia (El retorn de Tobies) és un oratori de Joseph Haydn (Hob.XXI:1) en dues parts, compost l'any 1775.
A Catalunya es va estrenar, en versió concertant, el 14 d'octubre de 1982 al Palau de la Música de Barcelona interpretat pel Cor Madrigal de Budapest i l'Orquestra de Cambra de l'Orquestra Simfònica Hongaresa dirigida per Ferenc Szekeres.

## Història
Haydn va compondre Il ritorno di Tobia el 1775 per a la Societat Tonkünstler de Viena. Reflecteix el gust musical de la Viena de la dècada de 1770: tenia un llibret de Giovanni Gastone Boccherini, germà del compositor i violoncel·lista Luigi Boccherini, parlat en italià, com estava de moda en la Viena de finals del segle xviii. La trama està presa del Llibre de Tobies, tema popular en l'art de l'època. Se centra en la part final de la història: el retorn del fill del desconegut i la curació de la ceguesa del pare. Tot el que ha passat abans, l'espectador ho coneix a través de la narració en tornar a casa, doncs es desenvolupa a la casa dels pares de Tobies, a Nínive. El centre de l'acció no són per tant els esdeveniments i conflictes, sinó l'emoció dels actors, d'acord amb les tres regles aristotèliques: unitat de temps, acció i lloc.
També la versió musical que Haydn va donar a la història es va correspondre amb les expectatives de l'audiència. Com en una òpera seria el cor apareix només al principi, en el mig i al final, el gruix de l'oratori està dominat per àries i recitatius.
A diferència d'altres oratoris de Haydn, com La creació o Les estacions, Il ritorno di Tobia va romandre pràcticament oblidat durant segles. Possiblement es degui a la història bíblica i l'escassa acció, a més d'una llarga durada (originalment tres hores). Per això actualment es representa moltes vegades ometent per complet els recitatius.

## Enregistraments
- Ferenc Szekeres (dir.), Orquestra Estatal d'Hongria, Cor Madrigal de Budapest. Segell: Hungaroton HCD 11660-62 (1975)
- Antal Dorati (dir.), Real Orquestra Filarmónic, Cor del Festival de Brighton. Segell: Decca Stereo 591027 (1979)
- Andreas Spering (dir.), Capella Augustina (amb instruments d'època), Conjunt vocal Köln. Segell: Naxos 8.557380-81 (2007)